# Гудович, Александр Васильевич (1869)
Граф Алекса́ндр Васи́льевич Гудо́вич (1869, Старые Ивайтёнки, Черниговская губерния — январь 1919, Москва) — кутаисский губернатор (1916—1917), последний частный владелец усадьбы Введенское, которую полностью перестроил.

## Биография
Из дворянского рода. Правнук генерал-лейтенанта графа Василия Васильевича Гудовича; сын гвардии полковника графа Василия Васильевича Гудовича (1819—1886) и княжны Варвары Николаевны Щербатовой (1834—1882), дочери московского гражданского губернатора Н. А. Щербатова. Имел старшего брата Василия.
- 1892—1902 — гадячский уездный предводитель дворянства
- 1895 — камер-юнкер
- 1901 — статский советник
- 1902—1905 — Ярославский вице-губернатор
- Чиновник Министерства внутренних дел
- Камергер высочайшего двора
- 1916—1917 — Кутаисский губернатор

Граф Гудович был арестован в ноябре 1918 года. О. Г. Шереметева вспоминала: «Положение Сергея настолько серьёзно, что его не арестовали. Зато увезли Павла, Бориса, Гудовича, Сабуровых… Анна очень волнуется за мужа и сына и хотя говорит о воле Божией, о судьбе, но, видимо, тревога прорывается. Марья спокойна…». Был приговорён к «пребыванию в лагере до окончания Гражданской войны». В сентябре 1919 года вывезен в Москву, где был расстрелян вместе с другими заложниками в ответ на взрыв анархистами здания Московского комитета РКП(б). Долгое время родственники ничего не знали о его судьбе. Сергей Голицын в своих воспоминаниях «Записки уцелевшего» писал:

… Анна Сергеевна Сабурова и графиня Мария Сергеевна Гудович, иначе — тётя Анна и тётя Марья. Но две последние вдовами себя не считали. Их мужей — бывшего петербургского губернатора Александра Петровича Сабурова и бывшего кутаисского губернатора графа Александра Васильевича Гудовича — арестовали. С тех пор их жёны и сыновья пытались узнать об их судьбе. но нигде и никогда не получали ответа. И тётя Анна, и тётя Марья были убеждены, что их мужья живы, что их держат в какой-то таинственной тюрьме…

## Семья

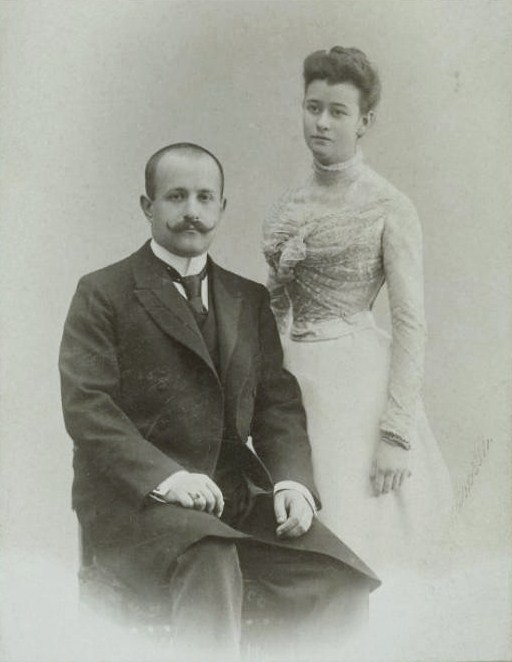
Граф Гудович с супругой

Жена (с 23 января 1900 года) — графиня Мария Сергеевна Шереметева (19.05.1880—17.03.1945), фрейлина двора (14.11.1898), младшая дочь графа Сергея Дмитриевича Шереметева (1844—1918) от его брака с княжной Екатериной Павловной Вяземской (1849—1929); наследница усадьбы Введенское. Венчание было в домовой церкви  Живоначальной Троицы шереметевского Странноприимного дома в Москве. Серьезно занималась живописью под руководством Н. П. Богданова-Бельского. В начале 1920-х была арестована и заключена в Бутырскую тюрьму. После освобождения в 1924 году из Москвы переехала в Царицыно. С середины 1930-х жила в Рыбинске в семье младшего сына, где и умерла. В браке родились:
- Варвара (1900—1938, расстреляна), жена князя Владимира Васильевича Оболенского (1890—1937, расстрелян);
- Дмитрий (1903—1937), «простодушный, общительный, красивый, он сразу располагал в свою пользу»[5]. В 1920 году был первый раз арестован, после освобождения вернулся к семье. В 1924 году вновь арестован и выслан в Чердынь; в 1927 году освобожден по амнистии. В 1929 году арестован с братом Андреем и отправлен в лагерь Белбалтлаг. С 1932 года работал на строительстве канала Москва-Волга. В 1936 году был арестован в Дмитрове и в июле 1937 года расстрелян на Донском кладбище.
- Мария (1905—1940),  с 1928 года жена князя Сергея Сергеевича Львова (1902—1938, расстрелян), сына С. Е. Львова; трагически погибла (утонула).
- Андрей (1907—1994), в 1929 году был арестован с братом, приговорен к трем годам ссылки в Сибирь. После освобождения жил в Дмитрове и работал на строительстве канала Москва-Волга. Позже работал на строительстве Рыбинского гидроузла.